# Cattedrale di Tarbes
La cattedrale di Nostra Signora (in francese: Cathédrale Notre-Dame-de-la-Sède de Tarbes) è il principale luogo di culto cattolico della città francese di Tarbes, in Francia, ed è la cattedrale della diocesi di Tarbes e Lourdes.

## Storia
La chiesa risale al XII secolo. Si tratta di un edificio in pietra e mattoni. Una prima estensione è stata fatta nel XIV secolo, con l'aggiunta di una navata gotica e della torre. Nella metà del XVIII secolo sono stati realizzati la facciata ovest in pietra arenaria di Mugron e il portico.
La cattedrale è stata inserita il 30 ottobre 1906 nel registro dei monumenti storici di Francia.

## Galleria d'immagini

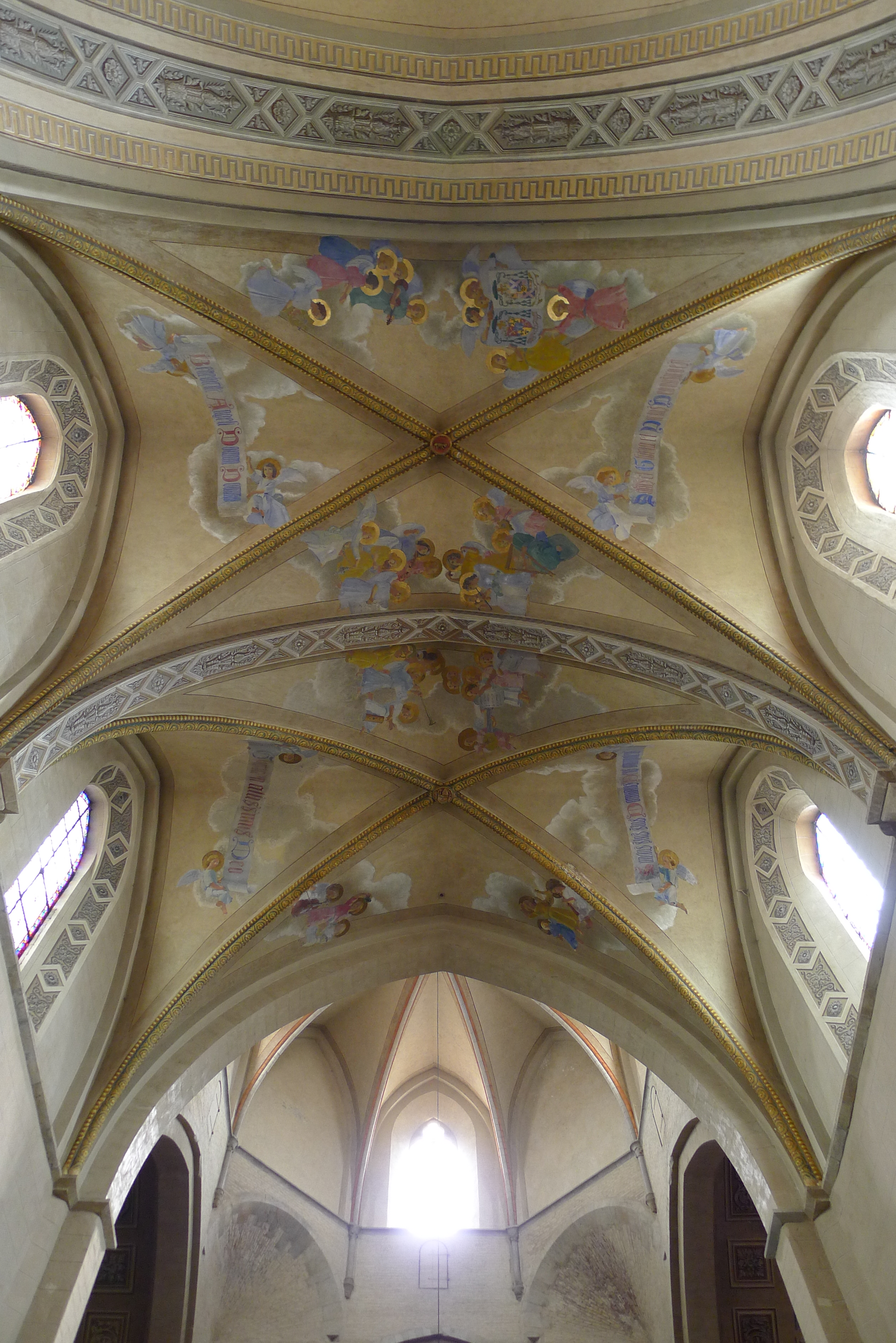
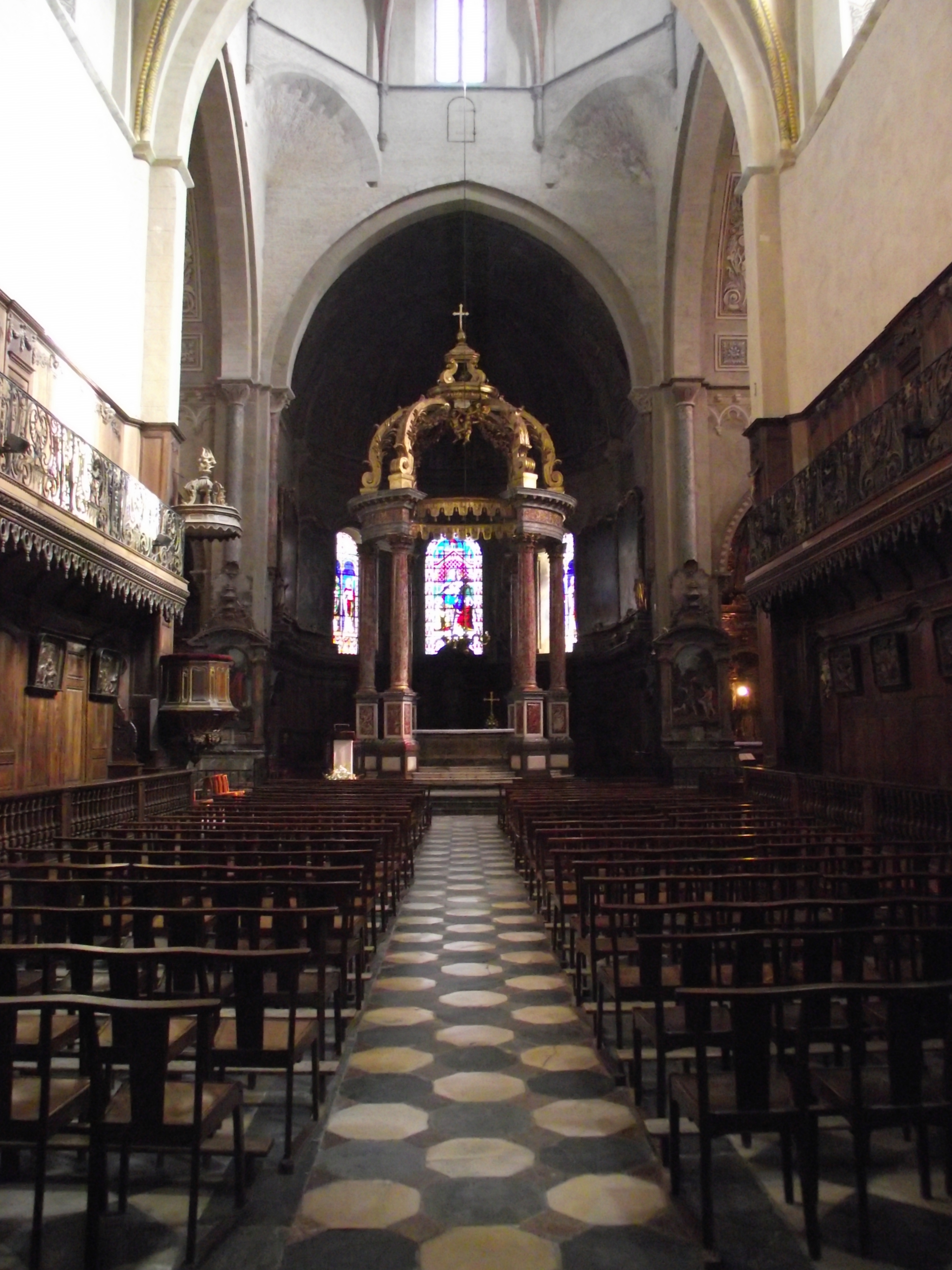
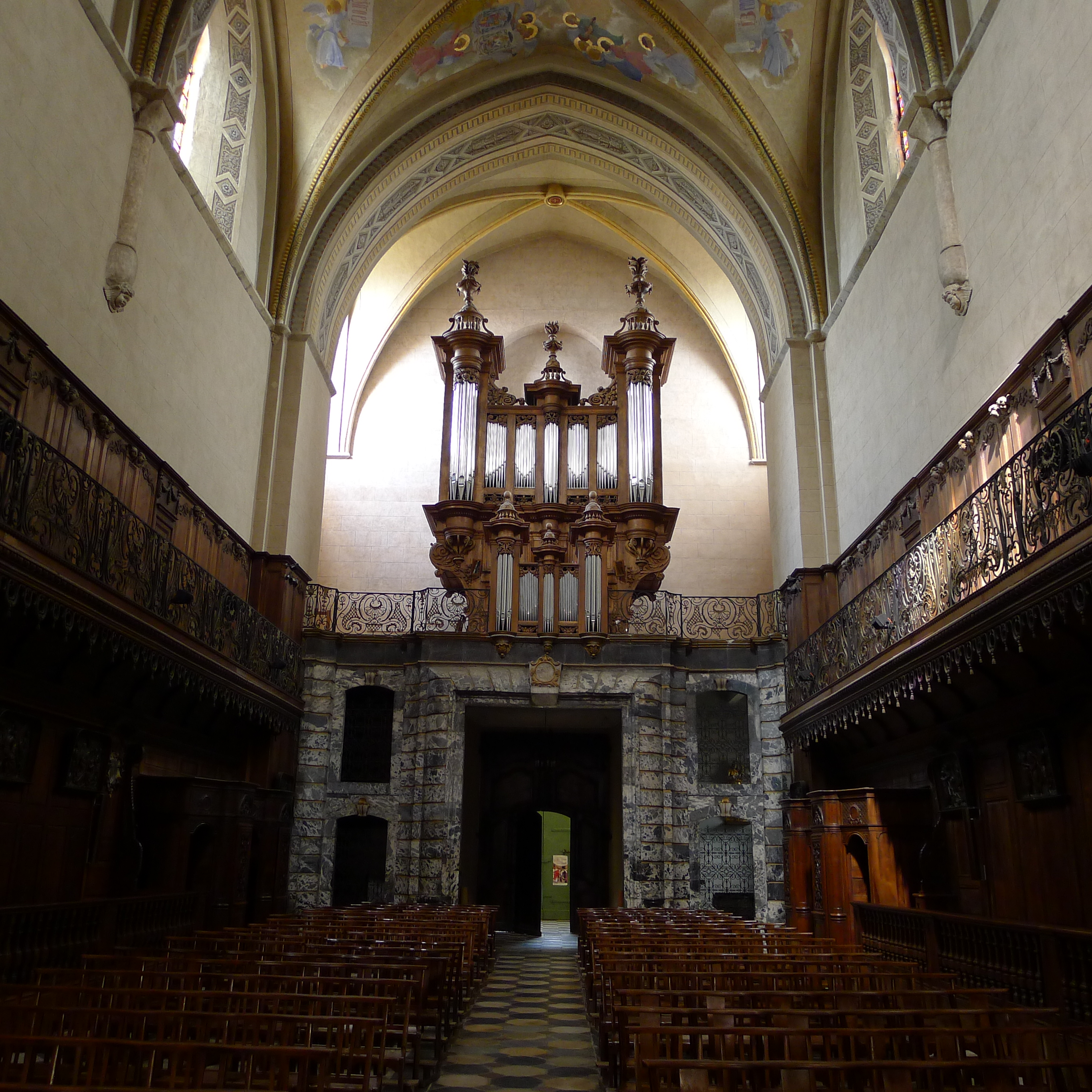